# Nyírbogát
Nyírbogát (ehemals Bogát) ist eine ungarische Stadt im Kreis Nyírbátor im Komitat Szabolcs-Szatmár-Bereg. Zur Stadt gehört der südlich gelegene Ortsteil Istvántanya.

## Geografische Lage
Nyírbogát liegt im nordöstlichen Teil des Nyírség, sieben Kilometer südwestlich der Kreisstadt Nyírbátor. Nachbargemeinden sind Kisléta im Nordwesten und Nyírgelse im Südwesten.

## Infrastruktur
Die Stadt ist traditionell landwirtschaftlich geprägt. Ab dem 18. Jahrhundert wurden Mais, Kohl und Hirse angebaut, Mitte des 19. Jahrhunderts kamen Kartoffeln, Luzerne und Kürbisse dazu. Um 1860 wurde mit dem Bau von Kanälen begonnen, um die ehemals sumpfige Region zu entwässern. Daraufhin wechselten viele Menschen, die als Schilfschneider gearbeitet hatten, zum Tabakanbau und zur Tierhaltung. Bereits 1900 gab es in Bogát eine Poststation. 1911 wurde von einer niederländisch-ungarischen Firma die Eisenbahnstrecke nach Debrecen gebaut, was es der Bevölkerung erleichterte, ihre Produkte auf den dortigen Markt zu transportieren. Nach dem Ersten Weltkrieg spielte der Anbau von Äpfeln und die Imkerei eine bedeutende Rolle. Nach dem Zweiten Weltkrieg kam es zur Gründung mehrerer landwirtschaftlicher Produktionsgenossenschaften. Durch den Systemwechsel 1989 und den Zerfall der Genossenschaften, die letzte wurde Mitte der 1990er Jahre geschlossen, nahm die Arbeitslosigkeit zu. Um dem entgegenzuwirken, wurden Investitionen zur Schaffung von Arbeitsplätzen durch die Stadt unterstützt. Heutzutage spielt die Landwirtschaft nach wie vor eine entscheidende Rolle, daneben sind Dienstleistungen von Bedeutung.

## Städtepartnerschaft
- Cehu Silvaniei, Rumänien

## Sehenswürdigkeiten
- Bogáthy-Landhaus (Bogáthy-kúria), erbaut 1890 im eklektischen Stil
- Griechisch-katholische Kirche Istenszülő mit separatem Glockenturm aus Holz, erbaut 1959
- 1956er-Denkmal (1956-os emlékmű), erschaffen von Lajos Biró
- Reformierte Kirche, erbaut 1823–1826 (Spätbarock)
- Römisch-katholische Kirche Isteni Irgalmasság mit separatem Glockenturm aus Holz
- Römisch-katholische Kapelle Szent István, im Ortsteil Istvántanya

## Verkehr
Durch Nyírbogát verläuft die Hauptstraße Nr. 471, von der die Landstraße Nr. 4929 nach Kisléta abzweigt; die Nebenstraße Nr. 49134 führt in den Ortsteil Istvántanya. Es bestehen Busverbindungen nach Istvántanya, nach Nyírbátor und über Nyírgelse, Nyírmihálydi, Nyíradony und Hajdúsámson bis nach Debrecen. Zudem ist der Ort angebunden an die Eisenbahnstrecke von Debrecen nach Mátészalka.